# Stefan Rettenegger
Stefan Rettenegger, né le 3 février 2002 à Schwarzach im Pongau (Land de Salzbourg), est un coureur autrichien du combiné nordique.
Chez les juniors, il remporte l'épreuve individuelle des Jeux olympiques de la jeunesse d'hiver de 2020 ainsi que plusieurs médailles aux championnats du monde juniors. Chez les seniors, il termine 3e du classement général du Grand Prix d'été 2022.

## Carrière

### Débuts de carrière
Stefan Rettenegger commence le saut à ski à l'âge de 4 ans au TSU St. Veit à Sankt Veit im Pongau. Il fait ses débuts internationaux lors des compétitions de jeunes qui ont lieu en marge du Grand Prix d'été 2014 à Oberstdorf. Il enchaîne ensuite des résultats lors des Jeux nordiques de l'OPA ou en Coupe OPA de combiné nordique.

### Arrivée au haut-niveau
Le 26 janvier 2019, Stefan Rettenegger fait ses débuts en coupe continentale à Planica. Il termine dans les points à la 23e place. Il participe ensuite à d'autres courses à Eisenerz et à Rena et il marque des points à chaque course. Il se classe ainsi 51e au classement général de la compétition.
Ses résultats lui permettent d'être nommé dans l'équipe nationale B autrichienne. L'hiver suivant, il remporte l'épreuve individuelle de combiné nordique des Jeux olympiques de la jeunesse d'hiver de 2020 ainsi que le concours par équipes mixtes de saut à ski avec Lisa Hirner, Julia Mühlbacher et Marco Wörgötter,. Il débute ensuite en coupe du monde lors du Triple de Seefeld. Ensuite, il réalise son premier podium en Coupe continentale avec une troisième place lors d'une mass start à Eisenerz. Enfin, lors des Championnats du monde junior de ski nordique 2020, il termine 6e dans l'individuel Gundersen et il remporte la médaille d'or avec l'équipe Autrichienne composé de Thomas Rettenegger (de), Johannes Lamparter et Fabio Obermeyr.
L'hiver suivant, il débute en coupe du monde à Ramsau et il se classe 20e de la première course. Il participe ensuite au Triple de Seefled puis aux championnats du monde juniors. Il y remporte deux médailles ce qui lui permet de bénéficier d'un quota pour participer aux épreuves de la coupe du monde jusqu'au prochain mondiaux juniors. Finalement, il termine la saison 2020-2021 à la 34e place du classement général de la coupe du monde.
Lors de l'été 2021, Stefan Rettenegger réalise son premier podium lors du Grand Prix d'été. Pour l'hiver 2021-2022, Stefan Rettenegger espère se qualifier pour les Jeux olympiques. Il participe à la coupe du monde mais il n'est finalement pas retenu pour les compétitions olympiques. Ensuite, il remporte trois médailles dont le titre individuel lors des championnats du monde juniors.

### Confirmation
Lors de l'été 2022, il signe un nouveau podium sur une course du Grand Prix d'été et il remporte la troisième place du classement général de la compétition. Quelques mois plus tard, il débute la coupe du monde avec plusieurs Top 10 en coupe du monde dont une cinquième place à Ruka.

## Vie personnelle
Stefan Rettenegger a un frère, Thomas Rettenegger (de), qui fait également du combiné nordique. Au printemps 2021, Stefan Rettenegger obtient son diplôme d'études secondaires.

## Résultats

### Championnats du monde
| Épreuve / Édition       | Individuel     | Individuel     | Par équipes    | Par équipes mixte |
| Épreuve / Édition       | Petit tremplin | Grand tremplin | Grand tremplin | Petit tremplin    |
| Mondiaux 2023 Planica   | 7e             |                | Bronze         | Bronze            |
| Mondiaux 2025 Trondheim |                |                |                | Bronze            |

### Coupe du monde
- Meilleur classement général : 12e en 2023.
- 11 podiums individuels : 5 deuxièmes places et 6 troisièmes places.
- 1 podium par équipe : 1 deuxième place.
- 1 podium par équipes mixte : 1 deuxième place.

#### Différents classements en Coupe du monde
| Année     | Classement général final |
| 2019-2020 | Non classé               |
| 2020-2021 | 34e                      |
| 2021-2022 | 28e                      |
| 2022-2023 | 12e                      |

### Coupe continentale
- 1 victoire en 2021.

#### Classements
| saison  | rang | points |
| ------- | ---- | ------ |
| 2018/19 | 51e  | 65     |
| 2019/20 | 36e  | 110    |
| 2020/21 | 25e  | 180    |
| 2021/22 | 27e  | 180    |

### Championnats du monde juniors
| Épreuve / Édition | Épreuve / Édition | Oberwiesenthal 2020 | Lahti 2021       | Zakopane 2022 |
| ----------------- | ----------------- | ------------------- | ---------------- | ------------- |
| Gundersen (10 km) | Gundersen (10 km) | 6e                  | Bronze           | Or            |
| Par équipes       | Par équipes       | Or                  | Pas au programme | Bronze        |
| Par équipes mixte | Par équipes mixte | Pas au programme    | Argent           | Bronze        |

### Grand Prix d'été
- 2 podiums individuels.
- 3e du classement général en 2022.

Palmarès au 11 décembre 2022